# Sitar nel jazz
La storia del sitar nel jazz, cioè la fusione dei suoni della musica classica indiana con il jazz occidentale, risale alla fine degli anni '50 o all'inizio degli anni '60, quando musicisti formatisi nella musica classica indiana come Ravi Shankar iniziarono a collaborare con musicisti jazz come Tony Scott e Bud Shank. Le successive registrazioni jazz contenenti musica per sitar includono album di Miles Davis, Alice Coltrane, Yusef Lateef, Joe Harriott, in collaborazione con il compositore John Mayer, e Ornette Coleman.

## I primi impieghi
Anche se la musica basata sul sitar si sia poi diffusa dal jazz alla musica più popolare attraverso The Beatles, il sitar divenne più conosciuto nel mondo occidentale principalmente attraverso il lavoro di musicisti indiani come Paṇḍit Ravi Shankar, a partire dalla fine degli anni '50 Da lì fu ripreso dai musicisti jazz e sarebbe poi diventato un fenomeno giovanile a metà degli anni '60 dopo che il Beatle George Harrison prese lezioni dal Pandit Ravi Shankar e suonò il sitar in diverse canzoni.
La prima collaborazione registrata tra musicisti indiani e jazz avvenne nel 1961 con Ravi Shankar e un gruppo guidato dal sassofonista/flautista americano della West Coast Bud Shank. Il loro album intitolato Improvisations contiene solo una traccia, "Improvisations on the theme music from Pather Panchali", in cui Ravi Shankar e i musicisti occidentali suonano insieme. Il brano è notevole per poco altro; è semplicemente musica da film occidentale con il sitar che suona la melodia. Tuttavia, questa sessione, e quella del compositore cinematografico Shankar Jaikishan (1968), sono stati collegati l'industria cinematografica, poiché la musica da film indiana contribuisce sicuramente al corpus musicale più considerevole che combina musiche indiane e occidentali.
Tuttavia, sia Ravi Shankar che Ananda Shankar sono figure importanti per quanto riguarda il jazz perché è stato principalmente attraverso la loro musica che John Coltrane ed altri vennero a conoscenza della musica indiana. Tony Scott registrò un brano intitolato "Portrait of Ravi" nel suo album Dedications, già nel 1957.
Coltrane incontrò Shankar nel 1965 dopo un lungo periodo di ammirazione reciproca e di scrittura di lettere (Thomas 1975:199). Il nome di Coltrane è indissolubilmente legato all'emergere del jazz modale nel 1958 nell'album Milestones di Miles Davis e si ritiene che il jazz modale sia stato ispirato dalla musica indiana. L'influenza indiana è una questione importante nella musica successiva di Coltrane come l'album Kulu Sé Mama (1965) e anche di musicisti come Yusef Lateef e Ornette Coleman.

## Importanti suonatori di sitar nella musica jazz
- Khalil Balakrishna
- Ashwin Batish
- Nishat Khan
- Deobrat Mishra
- Collin Walcott
- Hindol Deb